# 陈观烈
陈观烈（1920年—2000年），字阳生，男，汉族，广东潮阳人，中国经济学家，曾任复旦大学教授、博士生导师